# Medjed
Dans la mythologie égyptienne, Medjed est une divinité mentionnée dans le Livre des morts des Anciens Égyptiens. Le papyrus Greenfield le représente sous la forme d'un fantôme, lui conférant une popularité mondiale.

## Le Livre des Morts
Parmi de nombreuses autres divinités obscures, le classement 17 du Livre des Morts mentionne Medjed (dont le nom pourrait se traduire par « Le Frappeur ») sous les termes suivants : 

« Je connais le nom de ce Frappeur parmi eux, qui appartient à la maison d'Osiris, qui tire avec son œil, mais qui est invisible. »

Le passage correspondant dans les papyrus du Nouvel Empire connus sous le nom de Recension thébaine du Livre des morts a été traduit E.A. Wallis Budge de cette façon : 

« Je connais l'être Mātchet qui est parmi eux dans la maison d'Osiris, lançant des rayons de lumière de son œil, mais qui lui-même est invisible. Il fait le tour du ciel vêtu de la flamme de sa bouche, commandant Hāpi, mais restant lui-même invisible. »

Selon John Taylor[Lequel ?] du British Museum, rien d'autre n'est connu de Medjed.

## Dans la culture populaire
Dans l'illustration du classement sur la page 76 du papyrus Greenfield, une figure faisant penser à Medjed est représentée comme un personnage dans un drap de forme conique et ne laissant percevoir que ses yeux et ses pieds. Une fois cette illustration présentée en 2012 dans le Musée d'Art Mori de Tokyo et le Musée d'Art de Fukuoka, Medjed devient une sensation sur les réseaux sociaux japonais par sa ressemblance à la représentation occidentale du fantôme.
La divinité est reprise dans la culture populaire japonaise où il devient un mème Internet et un personnage dans des jeux vidéo, et d'anime (comme protagoniste de Kamigami no Ki, 2016).